# Estados Unidos en los Juegos Paralímpicos de Barcelona 1992
Estados Unidos estuvo representado en los Juegos Paralímpicos de Barcelona 1992 por un total de 354 deportistas, 264 hombres y 90 mujeres.

## Medallistas
El equipo paralímpico estadounidense obtuvo las siguientes medallas:
| Nombre | Deporte                       | Evento                                     |
| --- | ----------------------------- | ------------------------------------------ |
| Oro |                               |                                            |
| Marla Runyan | Atletismo                     | 100 m B3 femenino                          |
| Marla Runyan | Atletismo                     | 200 m B3 femenino                          |
| Marla Runyan | Atletismo                     | 400 m B3 femenino                          |
| Marla Runyan | Atletismo                     | Salto de longitud B3 femenino              |
| Kathryne Lynne Carlton | Atletismo                     | Peso THW7 femenino                         |
| Jean Waters | Atletismo                     | 200 m TW2 femenino                         |
| Pamela McGonigle | Atletismo                     | 3000 m B2 femenino                         |
| Jean Driscoll Candace Cable-Brooks Ann Cody Carol Hetherington | Atletismo                     | 4 × 100 m TW3-4 femenino                   |
| Bart Dodson | Atletismo                     | 100 m TW1 masculino                        |
| Bart Dodson | Atletismo                     | 200 m TW1 masculino                        |
| Bart Dodson | Atletismo                     | 400 m TW1 masculino                        |
| Bart Dodson | Atletismo                     | 800 m TW1 masculino                        |
| Bart Dodson | Atletismo                     | 1500 m TW1 masculino                       |
| Bart Dodson | Atletismo                     | 5000 m TW1 masculino                       |
| David Larson | Atletismo                     | 100 m C3-4 masculino                       |
| David Larson | Atletismo                     | 200 m C3-4 masculino                       |
| David Larson | Atletismo                     | 400 m C3-4 masculino                       |
| David Larson | Atletismo                     | 800 m C3-4 masculino                       |
| Tony Volpentest | Atletismo                     | 100 m TS2 masculino                        |
| Tony Volpentest | Atletismo                     | 200 m TS2 masculino                        |
| Joe Gaetani | Atletismo                     | 100 m TS1 masculino                        |
| Joe Gaetani | Atletismo                     | 200 m TS1 masculino                        |
| Michael Noe | Atletismo                     | 400 m TW4 masculino                        |
| Michael Noe | Atletismo                     | 1500 m TW3-4 masculino                     |
| Gabriel Diaz de Leon | Atletismo                     | Jabalina THW3 masculino                    |
| Douglas Heir | Atletismo                     | Peso THW2 masculino                        |
| Terry Pickinpaugh | Atletismo                     | Peso THW6 masculino                        |
| Jonathan Orcutt | Atletismo                     | Salto de altura B3 masculino               |
| Enest Bliey | Atletismo                     | Salto de longitud B3 masculino             |
| Dennis Oehler | Atletismo                     | Salto de longitud J2 masculino             |
| Paul Nitz | Atletismo                     | 100 m TW2 masculino                        |
| Larry Banks | Atletismo                     | 100 m C5 masculino                         |
| Freeman Register | Atletismo                     | 100 m C6 masculino                         |
| Shawn Meredith | Atletismo                     | 200 m TW2 masculino                        |
| Joseph LeMar | Atletismo                     | 400 m TS2 masculino                        |
| Scot Hollonbeck | Atletismo                     | 800 m TW4 masculino                        |
| James Anderson Thomas Dietz Freeman Register Gregoy Taylor | Atletismo                     | 4 × 100 m C5-8 masculino                   |
| Bart Dodson Paul Nitz Shawn Meredith Bradley Ramage | Atletismo                     | 4 × 100 m TW1-2 masculino                  |
| Bart Dodson Herbert Burns Shawn Meredith Bradley Ramage | Atletismo                     | 4 × 400 m TW1-2 masculino                  |
| Scot Hollonbeck Cisco Jeter Michael Noe Thomas Sellers | Atletismo                     | 4 × 400 m TW3-4 masculino                  |
| Erika Benjamin | Ciclismo en ruta              | 5 km contrarreloj CP3 femenino             |
| Charles Rodelbronn | Halterofilia                  | –75 kg masculino                           |
| Kim Brownfield | Halterofilia                  | +90 kg masculino                           |
| Trischa Zorn | Natación                      | 100 m braza B1-2 femenino                  |
| Trischa Zorn | Natación                      | 200 m braza B1-3 femenino                  |
| Trischa Zorn | Natación                      | 100 m espalda B2 femenino                  |
| Trischa Zorn | Natación                      | 200 m espalda B1-2 femenino                |
| Trischa Zorn | Natación                      | 50 m libre B2 femenino                     |
| Trischa Zorn | Natación                      | 100 m libre B2 femenino                    |
| Trischa Zorn | Natación                      | 200 m estilos B2 femenino                  |
| Trischa Zorn | Natación                      | 400 m estilos B1-3 femenino                |
| Elizabeth Scott | Natación                      | 100 m espalda B3 femenino                  |
| Elizabeth Scott | Natación                      | 50 m libre B3 femenino                     |
| Elizabeth Scott | Natación                      | 100 m libre B3 femenino                    |
| Elizabeth Scott | Natación                      | 400 m libre B2-3 femenino                  |
| Elizabeth Scott | Natación                      | 100 m mariposa B2-3 femenino               |
| Camille Waddell | Natación                      | 100 m braza SB5 femenino                   |
| Carolina Saenz Diane Straub Karen Norris Brenda Smith | Natación                      | 4 × 100 m libre S7-10 femenino             |
| Donna Brown Trischa Zorn Heidi Schetter Elizabeth Scott | Natación                      | 4 × 100 m libre B1-3 femenino              |
| Donna Brown Trischa Zorn Heidi Schetter Elizabeth Scott | Natación                      | 4 × 100 m estilos B1-3 femenino            |
| John Morgan | Natación                      | 100 m espalda B1 masculino                 |
| John Morgan | Natación                      | 200 m espalda B1 masculino                 |
| John Morgan | Natación                      | 50 m libre B1 masculino                    |
| John Morgan | Natación                      | 100 m libre B1 masculino                   |
| John Morgan | Natación                      | 400 m libre B1 masculino                   |
| John Morgan | Natación                      | 100 m mariposa B1-2 masculino              |
| John Morgan | Natación                      | 200 m estilos B1 masculino                 |
| John Morgan | Natación                      | 400 m estilos B1-2 masculino               |
| Jason Wening | Natación                      | 400 m libre S8 masculino                   |
| Jason Wening | Natación                      | 200 m estilos SM8 masculino                |
| Donnie Keller | Natación                      | 50 m libre S9 masculino                    |
| Jason Wening Michael Doyle Donnie Keller Mark Whitlock | Natación                      | 4 × 100 m libre S7-10 masculino            |
| Mitchell Seidenfeld | Tenis de mesa                 | Individual 8 masculino                     |
| Randy Snow | Tenis en silla de ruedas      | Individual masculino                       |
| Brad Parks Randy Snow | Tenis en silla de ruedas      | Dobles masculino                           |
| Plata |                               |                                            |
| Laura Schwanger | Atletismo                     | Jabalina THW5 femenino                     |
| Laura Schwanger | Atletismo                     | Peso THW5 femenino                         |
| Laura Schwanger | Atletismo                     | Pentatlón PW3-4 femenino                   |
| Jean Waters | Atletismo                     | 400 m TW2 femenino                         |
| Kathryne Lynne Carlton | Atletismo                     | Disco THW7 femenino                        |
| Ross Davis | Atletismo                     | 100 m C3-4 masculino                       |
| Ross Davis | Atletismo                     | 200 m C3-4 masculino                       |
| Ross Davis | Atletismo                     | 400 m C3-4 masculino                       |
| Ross Davis | Atletismo                     | 800 m C3-4 masculino                       |
| Dennis Oehler | Atletismo                     | 100 m TS2 masculino                        |
| Eric Stenback | Atletismo                     | 200 m C5-6 masculino                       |
| Brian Pegram | Atletismo                     | 400 m B3 masculino                         |
| Michael Lagasse | Atletismo                     | 400 m C6 masculino                         |
| Scot Hollonbeck | Atletismo                     | 1500 m TW3-4 masculino                     |
| Dana Jaster Joe Gaetani Dennis Oehler Tony Volpentest | Atletismo                     | 4 × 100 m TS2,4 masculino                  |
| Gabriel Diaz de Leon | Atletismo                     | Disco THW2-3 masculino                     |
| Denton Johnson | Atletismo                     | Disco C5 masculino                         |
| Douglas Heir | Atletismo                     | Jabalina THW2 masculino                    |
| Richard Ruffalo | Atletismo                     | Jabalina B1 masculino                      |
| Jim McElhiney | Atletismo                     | Peso THS3 masculino                        |
| Arnold Astrada | Atletismo                     | Peso THW5 masculino                        |
| Thomas Becke | Atletismo                     | Peso C5 masculino                          |
| Enest Bliey | Atletismo                     | Salto de altura B3 masculino               |
| Albert Mead | Atletismo                     | Salto de altura J1 masculino               |
| Dennis Oehler | Atletismo                     | Pentatlón PS4 masculino                    |
| Annette Espinoza Susie Grimes Sharon Hedrick Ronda Jarvis Kimberly Martin Sharon McCarthy Margaret Stran Deborah Sunderman Alma Torres Tiana Tozer Renee Tyree Jamie Whitlow | Baloncesto en silla de ruedas | Torneo femenino                            |
| James Thomson | Bochas                        | Individual C1 mixto                        |
| Pier Beltram | Ciclismo en ruta              | Ruta LC3 masculino                         |
| Corey Huntley | Ciclismo en ruta              | 1500 m contrarreloj triciclo CP2 masculino |
| Gregory Evangelatos | Ciclismo en ruta              | Ruta tándem clase abierta mixto            |
| Chris O'Neill | Levantamiento de potencia     | –52 kg masculino                           |
| Heidi Schetter | Natación                      | 100 m libre B3 femenino                    |
| Heidi Schetter | Natación                      | 200 m estilos B3 femenino                  |
| Heidi Schetter | Natación                      | 400 m estilos B1-3 femenino                |
| Trischa Zorn | Natación                      | 100 m mariposa B2-3 femenino               |
| Trischa Zorn | Natación                      | 400 m libre B2-3 femenino                  |
| Camille Black | Natación                      | 50 m libre S6 femenino                     |
| Daniel Kelly | Natación                      | 100 m espalda B1 masculino                 |
| Daniel Kelly | Natación                      | 200 m espalda B1 masculino                 |
| Daniel Kelly | Natación                      | 400 m libre B1 masculino                   |
| Daniel Kelly | Natación                      | 200 m estilos B1 masculino                 |
| John Morgan | Natación                      | 100 m braza B1 masculino                   |
| John Morgan | Natación                      | 200 m braza B1 masculino                   |
| Gregory Burns | Natación                      | 100 m braza SB4 masculino                  |
| Gene Viens | Natación                      | 50 m libre S4 masculino                    |
| Kevin Sullivan | Natación                      | 100 m libre S6 masculino                   |
| Donnie Keller | Natación                      | 100 m libre S9 masculino                   |
| Michael Dempsey | Tenis de mesa                 | Clase abierta 1-5 masculino                |
| Nancy Olson Lynn Seidemann | Tenis en silla de ruedas      | Dobles femenino                            |
| Richard Spizzirri | Tiro con arco                 | Individual AR1 masculino                   |
| Brett Lewis | Yudo                          | –78 kg masculino                           |
| Lynn Manning | Yudo                          | –95 kg masculino                           |
| Bronce |                               |                                            |
| Pamela McGonigle | Atletismo                     | 800 m B2 femenino                          |
| Pamela McGonigle | Atletismo                     | 1500 m B2 femenino                         |
| Patricia Durkin | Atletismo                     | 200 m TW3 femenino                         |
| Ann Cody | Atletismo                     | 10 000 m TW3-4 femenino                    |
| Jackie Wulftange | Atletismo                     | Disco THW4 femenino                        |
| Laura Schwanger | Atletismo                     | Disco THW5 femenino                        |
| Christopher Ridgway | Atletismo                     | 200 m C3-4 masculino                       |
| Christopher Ridgway | Atletismo                     | 400 m C3-4 masculino                       |
| Christopher Ridgway | Atletismo                     | 800 m C3-4 masculino                       |
| Bradley Ramage | Atletismo                     | 100 m TW2 masculino                        |
| Bradley Ramage | Atletismo                     | 400 m TW2 masculino                        |
| Thomas Becke | Atletismo                     | Disco C5 masculino                         |
| Thomas Becke | Atletismo                     | Jabalina C5 masculino                      |
| Arnold Astrada | Atletismo                     | Disco THW5 masculino                       |
| Richard Ruffalo | Atletismo                     | Disco B1 masculino                         |
| James Mastro | Atletismo                     | Peso B1 masculino                          |
| Eric Owens | Atletismo                     | Peso C3-4 masculino                        |
| Denton Johnson | Atletismo                     | Peso C5 masculino                          |
| Dana Jaster | Atletismo                     | Salto de altura J4 masculino               |
| Matthew Bulow | Atletismo                     | Salto de longitud J2 masculino             |
| Thomas Bourgeois | Atletismo                     | Pentatlón PS4 masculino                    |
| Kevin Saunders | Atletismo                     | Pentatlón PW3-4 masculino                  |
| Eric Stenback | Atletismo                     | 100 m C6 masculino                         |
| Thomas Dietz | Atletismo                     | 100 m C8 masculino                         |
| Todd Schaffhauser | Atletismo                     | 200 m TS1 masculino                        |
| Dennis Oehler | Atletismo                     | 200 m TS2 masculino                        |
| Brian Pegram | Atletismo                     | 200 m B3 masculino                         |
| Freeman Register | Atletismo                     | 200 m C5-6 masculino                       |
| Eric Stenback | Atletismo                     | 400 m C6 masculino                         |
| Cisco Jeter | Atletismo                     | 800 m TW4 masculino                        |
| Andre Asbury Brian Pegram Chris Piper Courtney Williams | Atletismo                     | 4 × 100 m B1-B3 masculino                  |
| Gerald Millhouse | Halterofilia                  | –75 kg masculino                           |
| Mitchell Strickland | Halterofilia                  | –90 kg masculino                           |
| Jody Houston | Natación                      | 100 m braza SB5 femenino                   |
| Brenda Smith | Natación                      | 50 m libre S8 femenino                     |
| Karen Norris | Natación                      | 50 m libre S10 femenino                    |
| Heidi Schetter | Natación                      | 50 m libre B3 femenino                     |
| Carolina Saenz | Natación                      | 400 m libre S9 femenino                    |
| Heidi Schetter | Natación                      | 400 m libre B2-3 femenino                  |
| Daniel Kelly | Natación                      | 200 m braza B1 masculino                   |
| Daniel Kelly | Natación                      | 100 m libre B1 masculino                   |
| James Thompson | Natación                      | 50 m braza SB2 masculino                   |
| Kevin Sullivan | Natación                      | 50 m libre S6 masculino                    |
| Mark Butler Kevin Sullivan Gregory Burns Gary Bogue | Natación                      | 4 × 50 m estilos S1-6 masculino            |
| Jason Wening Michael Doyle Donnie Keller Mark Whitlock | Natación                      | 4 × 100 m estilos S7-10 masculino          |
| Terese Terranova | Tenis de mesa                 | Clase abierta 1-5 femenino                 |
| Marcelino Monasterial Mitchell Seidenfeld | Tenis de mesa                 | Equipo 10 masculino                        |
| James Mastro | Yudo                          | +95 kg masculino                           |